# Lanciatori di Ombre

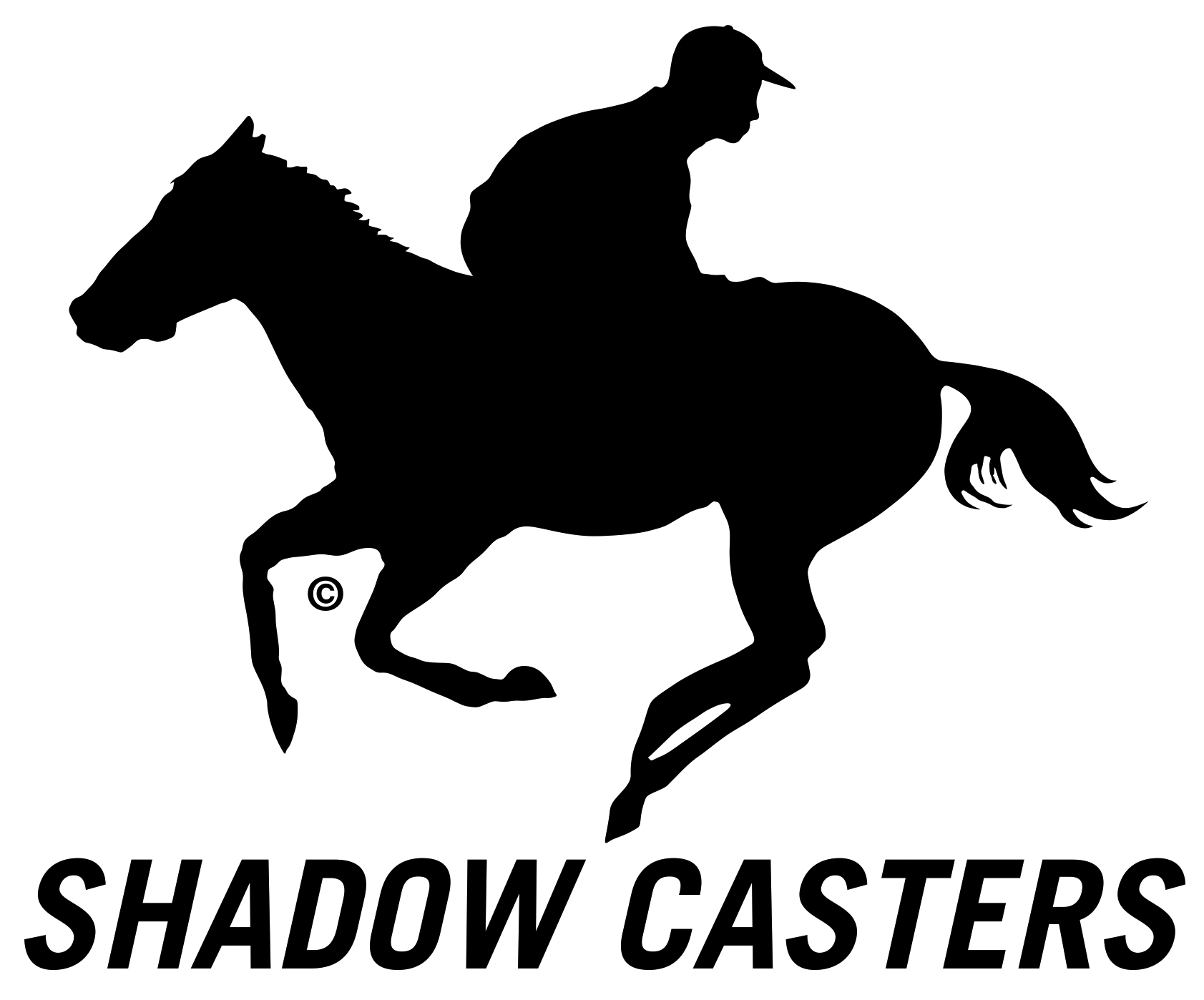
Logo dei Lanciatori di Ombre

Lanciatori di Ombre (in croato Bacači sjenki - in inglese Shadow Casters) è un'organizzazione senza scopo di lucro di Zagabria, in Croazia, che opera come piattaforma artistica e di produzione internazionale per la cooperazione interdisciplinare nelle arti intermedie nel contesto urbano. È stata fondata nel 2002 dagli artisti Boris Bakal e Željko Serdarević, insieme a Katarina Pejović, Stanko Juzbašić, Vanja Žanko, Srećko Horvat, Sandra Uskoković, Leo Vukelić e altri collaboratori. Dal 2006 sono membri di Clubture Network.
I Lanciatori di Ombre nascono inizialmente come progetto dell'Orchestra Stolpnik di Bologna nel 2001. Come organizzazione si concentrano sul dialogo interculturale, creando progetti e piattaforme per gli scambi culturali tra artisti croati e internazionali e professionisti nel campo artistico, e mettendo in discussione i concetti di identità individuale e collettiva. I progetti dei Lanciatori di Ombre incoraggiano la discussione sulla natura e le contraddizioni dei processi di globalizzazione in corso e affrontano temi sociali, politici e culturali, che sono indicativi di problemi importanti nella società.

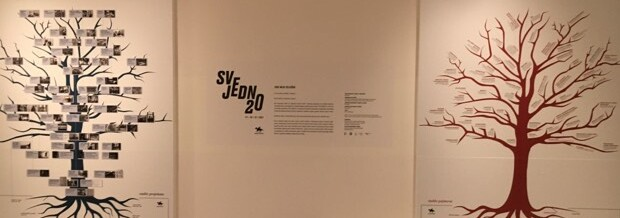
Lanciatori di Ombre: Tutto sommato 20 (installazione in occasione del ventesimo anniversario dell'organizzazione)

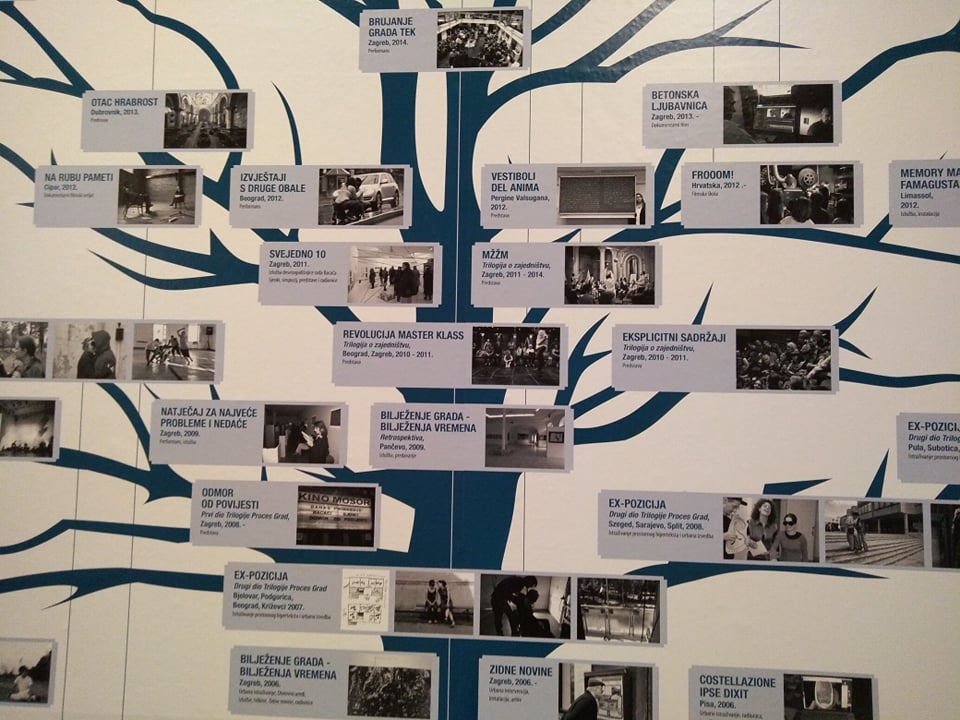
Lanciatori di Ombre: Tutto sommato 20 (dettagli dell'installazione, albero dei progetti)

## Opere chiave, temi e poetiche
I Lanciatori di Ombre hanno realizzato una serie di progetti nazionali e internazionali attraverso opere performative, educative, multimediali o socialmente impegnate basate sul tempo, mettendo in discussione le relazioni tra uomo e spazio. Per esempio, lo studio delle città; i viaggi urbani poetico-detective del progetto Lanciatori di Ombre; l'intreccio dello spazio materiale della performance e del tempo reale dell'attore con lo spazio virtuale e il tempo ritardato del cinema nella trilogia basata su Kafka Città_Processo (Processo_in_corso, Es-posizione, Vacanza dalla Storia); l'ingresso nel microcosmo di un grattacielo e la scoperta multidimensionale del suo passato, presente e futuro nel progetto Čovjek je Prostor: Vitić_pleše (L'uomo è Spazio: Vitić_balla); l'archivio multimediale di eventi urbani che diventa lo strumento per studiare l'ipertestualità dello spazio nel progetto Re-collecting City/Re-collecting Time; la trilogia teatrale Sulla solidarietà (Contenuti Espliciti, ®evoluzione: Master Class, Maschile/Femminile-Femminile/Maschile); l'installazione multimediale Storia delle vacanze, ecc.
Durante la mostra retrospettiva Tutto sommato 20 (in croato Sve-jedno 20) a Zagabria sono stati presentati i progetti e i concetti chiave degli ultimi 20 anni di lavoro in modo giocoso e interattivo.

## Produzioni
Nei primi venti anni oltre 150 artisti provenienti da più di 50 paesi hanno partecipato a progetti realizzati e presentati a festival ed eventi a Zagabria, Dubrovnik, Bologna, Graz, Lubiana, Pisa, Belgrado, Marsiglia, Leida, Genova, Podgorica e New York, in collaborazione con diversi partner (Urban Festival, Days of Croatian Film, Eurokaz Festival, Istituto MI2, Laboratorio d'arte Lazareti e Karantena Festival, in Croazia; Exodus Festival e il Museo d'arte moderna, in Slovenia; CinemaTeatro LUX, Fabbrica Europa, il festival Stagione di Caccia e l'Orchestra Stolpnik, in Italia; CENPI e il centro Rex, in Serbia; la Galleria Stadt Park, a Graz, in Austria; LFK&La FRICHE, in Francia; l'Università di Leida, nei Paesi Bassi; il Centro Multimediale The Kitchen, l'organizzazione Dancing in The Streets, la Columbia University, negli USA).
I Lanciatori di Ombre sono supportati dall'Ufficio per la cultura, l'istruzione e lo sport della città di Zagabria, il Ministero della cultura della Repubblica di Croazia, il Ministero della scienza, dell'istruzione e dello sport della Repubblica di Croazia, oltre che da diversi sponsor (come la Zagrebačka banka, Erste Bank, Ergonet, ecc.), fondazioni (Zaklada Kultura nova (Fondazione Cultura nuova), la Fondazione Nazionale per lo Sviluppo della Società Civile, Trust for Mutual Understanding, ArtsLink, la Fondazione Europea per la Cultura ECF), agenzie e uffici statali (l'Ufficio del governo della Repubblica di Croazia per la parità di genere e l'Agenzia per i media elettronici) e molti altri.